# Bluebell (Utah)
Bluebell est une census-designated place du comté de Duchesne, dans l'État de l'Utah, aux États-Unis. En 2020, elle compte une population de 278 habitants.